# أنيسة ماك
أنيسة ماك (بالإنجليزية: Anissa Mack)‏ هي فنانة أمريكية، ولدت في 1970.